# Новакович, Стоян
Стоя́н Нова́кович (серб. Стојан Новаковић 1 ноября 1842, Шабац — 18 февраля 1915, Ниш) — сербский политик, писатель
, дипломат, филолог, историк, председатель Сербской академии наук и искусств.

## Биография
С отличием окончил гимназию в Шабаце (1857), завершил высшую гимназию (1860). В Белграде окончил Лицей (отделение права) тремя годами позднее.
Новакович в 1865 году стал профессором гимназии и избран членом Сербского научного общества. Был профессором Великой школы (современный Университет Белграда).
С 1873 года занимал пост министра просвещения при правительстве Йована Ристича (1873—1875 и 1880—1885), провел реформу среднего образования, разделив гимназии на общественное и естественнонаучное направления
В качестве дипломата семь лет возглавлял миссию в Стамбул (1885—1892). По возвращении возглавил Государственный совет (1895—1896). Снова был отправлен послом в Стамбул (до 1900), затем в Париж и до 1905 года в Санкт-Петербург, где и ушел в отставку.
По возвращении в Сербию воссоздал Прогрессивную партию. Во время Первой мировой войны Новакович был избран председателем правительства.

## Научная деятельность
Был управляющим Народной библиотеки в Белграде (1869—1874). 4 года был председателем Задужбины Николы Чупича.
Переводил поэзию Адама Мицкевича (1886).
При основании Сербской академии наук и искусств (1886) избран в числе первых 16 членов — академиков от философских наук. Указом назначен (1 февраля 1906) председателем Академии и оставался на этой должности до своей смерти 1915.
При создании Сербского книжного общества (1892) был выбран его председателем.
Был членом Российской академии наук.
Разработал проект Конституции Сербского королевства 1901 года.
Основал в 1865 году альманах «Вила» и редактировал его до 1868 года.
Написал грамматику сербского языка для школы.
Издал Законник Стефана Душана (серб. Законик Стефана Душана цара српског) в 1870 и 1898 годах.
Общество историков Сербии носит имя Стояна Новаковича.

## Труды

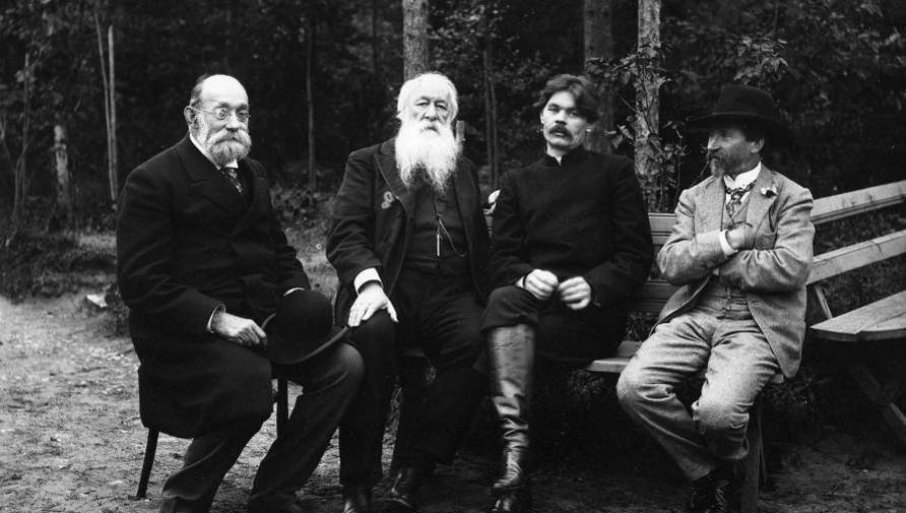
Новакович, Владимир Стасов, Максим Горький, Илья́ Ефи́мович Ре́пин

- «Српска библиографија за новију књижевност 1741—1867», Српско учено друштво, Београд 1869. (624 стр.)
- «Историја српске књижевности», Државна штампарија, Београд 1871. (332 стр.)
- «Физиологија гласа и гласови српског језика», Државна штампарија, Београд 1873. (108 стр.)
- «Српске народне загонетке», Задужбина Чупићева, Панчево 1877. (283 стр.)
- «Село», Српска краљевска академија, Београд 1891. (261 стр.)
- «Срби и Турци XIV и XV века», Чупићева задужбина, Београд 1893. (397 стр.)
- «Први основи словенске књижевности међу балканским Словенима», Српска краљевска академија, Београд 1893. (299 стр.)
- «Српска граматика», Државна штампарија, Београд 1894. (512 стр.)
- «С Мораве на Вардар — путне белешке» Краљ. срп. државна штампарија, Београд 1894. (192 стр.)
- «Српска књига, њени продавци и читаоци у XIX веку», СКЗ, Београд 1900. (118 стр.)
- «Васкрс државе српске», Српска књижевна задруга, Београд 1904. (252 стр.)
- «Устанак на дахије 1804», Задужбина Илије М. Коларца, Београд 1904. (208 стр.)
- «Балканска питања и мање историјско-политичке белешке о Балканском полуострву 1886—1905», Задужбина И. М. Коларца, Београд 1906. (559 стр.)
- «Турско царство пред српски устанак», Српска књижевна задруга, Београд 1906. (429 стр.)
- «Уставно питање и закони Карађорђева времена», Задужбина И. М. Коларца, Београд 1907. (131 стр.)
- «Законски споменици српских држава средњег века», Српска краљевска академија, Београд 1912. (912 стр.)
- «Двадесет година уставне политике у Србији 1883—1903», Књижаеница С. Б. Цвијановића, Београд 1912. (336 стр.)
- «Калуђер и хајдук», Задужбина И. М. Коларца, Београд 1913. (296 стр.)

## Премии имени Стояна Новаковича
Библиотечное общество Сербии установило в 1997 году ежегодную премию в области библиотечно-информационной деятельности имени Стояна Новаковича.
В 2004 году под тем же названием была создана премия за создание школьных учебников.